# François Hollande
François Hollande (rođen kao François Gérard Georges Nicolas Hollande, Rouen 12. kolovoza 1954.)  francuski socijalistički političar i bivši predsjednik Francuske Republike.
Glavni tajnik francuske Socijalističke stranke od 1997. do 2008., Hollande je zastupnik 1. izborne jedinice Corrèzea u francuskome parlamentu, a od 2001. do 2008. godine bio je i gradonačelnik grada Tulle.
Od 2008. do 2012. François Hollande se nalazi na čelu Generalnog vijeća departmana Corrèze.
16. listopada 2011. Hollandea su Socijalistička i Lijeva radikalna stranka nominirale za predsjedničke izbore 2012. U prvom krugu 22. travnja 2012. osvojio je najveći broj glasova, u drugom krugu suprotstavio se tadašnjem predsjedniku Nicolasu Sarkozyju kojeg pobjeđuje s 51,7% glasova. 14. svibnja 2017. naslijedio ga je Emmanuel Macron.

## Vanjske poveznice
- (fr.) Osobna stranica zastupnika na službenoj stranici Narodne skupštine
- (fr.) Vlastita službena stranica  Arhivirana inačica izvorne stranice od 8. svibnja 2012. (Wayback Machine)
- (engl.) Michael C. Behrent (Sister Republic),"Socialism of Adjustment: François Hollande"